# 香川希理
香川 希理（かがわ きり）は、日本の弁護士。

## 人物
NHK『クローズアップ現代』などテレビ出演も多数。
『日本経済新聞』『産経新聞』『朝日新聞』『讀賣新聞』に、カスタマーハラスメント、マンション管理などに関するコメントなども掲載している。著書の『カスハラ対策実務マニュアル』（日本加除出版、2022年）は、厚生労働省のカスハラマニュアルに対応した初の書籍であった。小学館「正直不動産」協力弁護士。
国土交通省「管理業務主任者試験」委員、同「外部専門家等の活用のあり方に関するワーキンググループ」委員、同「マンション標準管理委託契約書見直し検討会」委員などを歴任。

## 著書
- 企業による暴力団排除の実践（商事法務、2013年2月8日）ISBN 9784785720469
- 民事介入暴力対策マニュアル第5版（ぎょうせい、2015年2月）ISBN 9784324099223
- 遺産分割実務マニュアル第3版（ぎょうせい、2016年2月17日）ISBN 9784324100615
- 悪質クレーマー・反社会的勢力対応実務マニュアル（民事法研究会、2018年10月22日）ISBN 9784865562507
- トラブル事例でわかる　マンション管理の法律実務（学陽書房、2019年5月16日）ISBN 9784313511675
- 改正フロン排出抑制法必須遵守マニュアル（オルタナ、2019年11月1日）ISBN 9784991115806
- 知らないじゃすまされない！ 中小企業のための改正民法の使い方（秀和システム、2020年3月14日）ISBN 9784798060392
- クレーマー対応の実務必携Q＆A（民事法研究会、2020年12月15日）ISBN 9784865564037
- パワーハラスメント実務大全（日本法令、2021年3月29日）ISBN 9784539728147
- カスハラ対策実務マニュアル（日本加除出版、2022年8月19日）ISBN 9784817848215
- マンション管理法律相談201問（日本加除出版、2024年3月7日）ISBN 9784817849359

出典

## メディア出演

### テレビ
- 2019年 9月3日 - フジテレビ『Live News it!』
- 2019年9月9日 - フジテレビ『バイキング』
- 2019年11月21日 - TBSテレビ『グッとラック!』
- 2020年7月9日 - テレビ朝日『日本人の3割しか知らないこと くりぃむしちゅーのハナタカ!優越館』
- 2023年10月15日 - フジテレビ『日曜報道 THE PRIME』[18]
- 2023年10月25日 - NHK『クローズアップ現代』「どうする隣の“遺品部屋”費用負担は隣人が!?』[19]
- 2023年12月19日 - NHK『クローズアップ現代　“老いるマンション” 維持費の高騰にどう備えるか』[20]
- 2024年11月18日 - NHK『クローズアップ現代』「その中古マンション耐震性は? 住んでいる人もこれから買う人も」[21]

その他出典